# Sturm auf Festung Brest
Sturm auf Festung Brest (russisch Брестская крепость, zu deutsch Festung Brest) ist ein Kriegsfilm über die Zeit des Zweiten Weltkriegs. Seine Handlung ist in wesentlichen Teilen dem gleichnamigen dokumentarischen Buch von Sergei Smirnow entnommen. Die Erstaufführung war am 22. Juni 2010 in Belarus. Am 4. November 2010 lief er in Russland an.

## Handlung
Die Handlung des Filmes zeigt die ersten fünf Tage nach dem deutschen Angriff auf die Sowjetunion 1941 und die Verteidigung der Brester Festung.
Am letzten Tag vor dem Krieg, dem 21. Juni 1941, versucht Regimentskommissar Fomin, eine Zugfahrkarte nach Lettland zu bekommen, um von dort seine Familie nach Brest zu holen, wo er jetzt seinen Dienst tut. Major Gawrilow hat eine Parteikommission am Hals, da er offen über den möglichen deutschen Angriff spricht. Der Kommandierende der 9. Grenzwacht, die sich auf dem Gelände der Brester Festung befindet, Leutnant Andrei Kischewatow, verbringt den Samstag im Kreise der Familie: Mutter, Ehefrau und drei Kinder. Oberpolitruk Potschernikow kauft im Militärladen Bier für sich und Mineralwasser für die Kinder – er will den kommenden Sonntag genießen. Der junge Zögling des Musikzuges Sascha Akimow freut sich auf das morgendliche Angeln mit seiner Freundin Anja Kischewatowa. Während sie angeln, beginnt der deutsche Angriff auf die Sowjetunion. Seit 3:58 Uhr des 22. Juni 1941 läuft der Artilleriebeschuss, um die Festung zu erobern. In der Festung versteht zuerst niemand, worum es geht. Man denkt, es seien Manöver. Kurz darauf bricht Panik aus. Fomin, Kischewatow und Gawrilow eilen zu ihren Einheiten und übernehmen die Verteidigung. Beide Kinder von Potschernikow sind beim ersten Beschuss tot. Er selbst ist stark verwundet. Zusammen mit seiner Frau organisiert er die Verteidigung in den Offiziershäusern. Der unendlich lange Tag beginnt.

## Kritiken
Der Film schaffte auf der russischen Kinowebsite Kinopoisk (russisch Кинопоиск) den Sprung in die Top 250.

## Hintergründe
- Fast alle Filmcharaktere stellen reale Personen dar. Der junge Sascha Akimow ist allerdings ein fiktiver Charakter, jedoch basiert er auf dem 15-jährigen Petja Klypa, einem der wenigen Überlebenden der Verteidigung der Festung Brest.[2]
- Das Filmmotto „Ich sterbe, aber ich ergebe mich nicht!“ gibt eine der Inschriften wieder, welche ein unbekannter Festungsverteidiger am 20. Juli 1941 hinterlassen haben soll.
- Die Szene, in der Leutnant Andrei Kischewatow seine Frau drängt, mit anderen Frauen und Kindern in die Gefangenschaft zu gehen, ist ein wortwörtliches Zitat der ähnlichen Szene aus dem sowjetischen Film über die Kämpfe um die Brester Festung Die unsterbliche Garnison (russisch Бессмертный гарнизон).
- Der Film wurde direkt in der Brester Festung gedreht. Die Filmhandlung soll auf dem tatsächlichen Geschehen am Ort basieren.